# ترولینگ ویلبریز

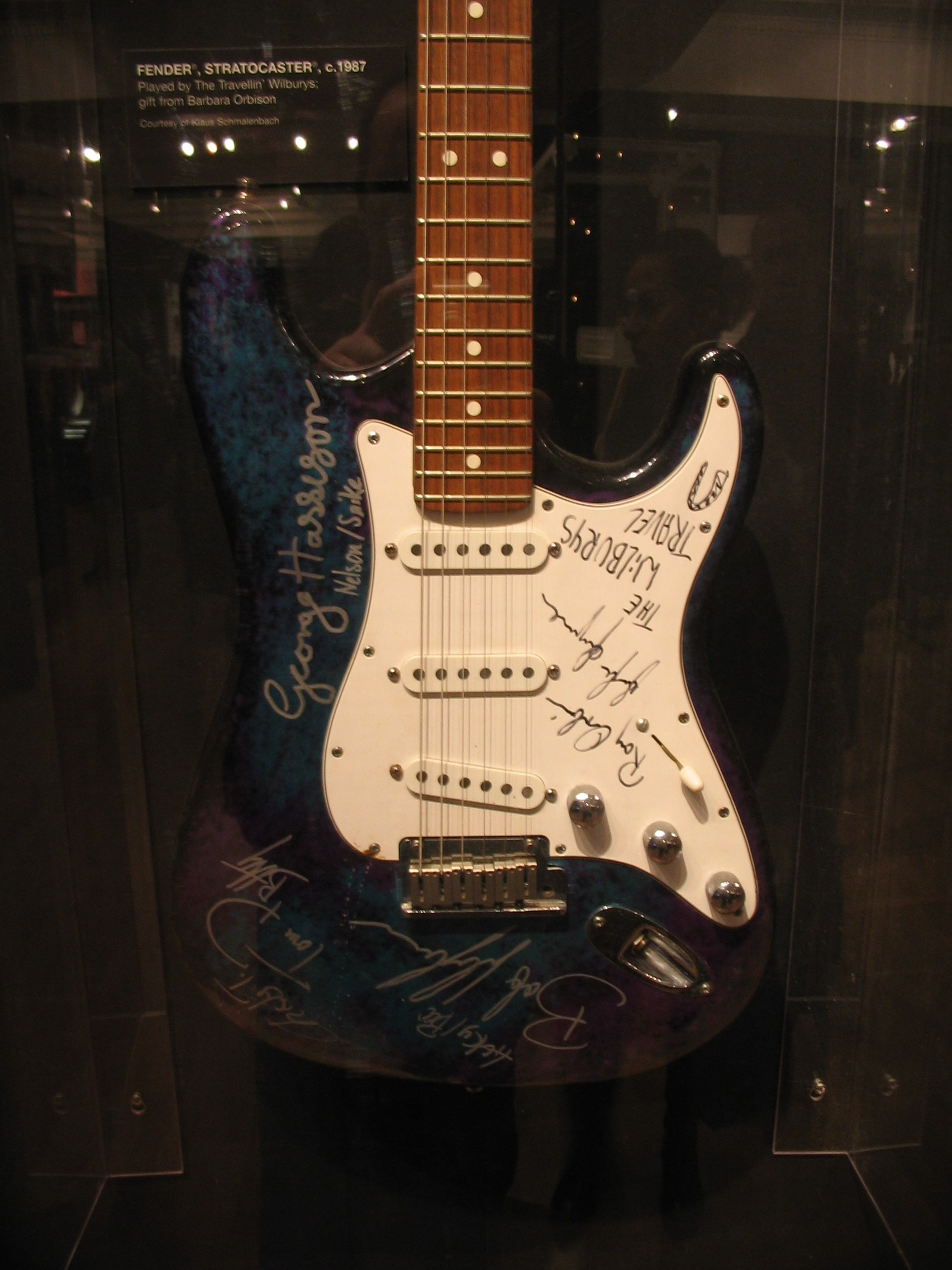
ترولینگ ویلبریز

ترَولینگ ویلبریز (به انگلیسی: Traveling Wilburys) یک اَبَرگروه موسیقی در دههٔ ۸۰ میلادی بود. اعضای ترَولینگ ویلبریز را جورج هریسون، باب دیلن، جف لین، تام پتی و روی اوربیسن تشکیل می‌دادند که نمایندگان ۳ نسل از ستارگان موسیقی راک بودند. آن‌ها طی دو سال فعالیت‌شان ۲ آلبوم منتشر کردند.
"Wilburys" اصطلاحی است که توسط جرج هریسون و جف لین ابداع شد. در سال ۱۹۸۷ که آن‌دو در استودیو مشغول کار بر روی آلبوم Cloud Nine هریسون بودند برای هرکدام از دستگاه‌های ضبط استودیو نام حیوانات مختلف را در نظر گرفته بودند. یک‌بار هریسن با اشاره به خطاهای ناشی از خرابی تجهیزات ضبط به‌شوخی به لین گفت: We'll bury 'em in the mix (ما همه‌شان را در زمان میکس دفن می‌کنیم). زمانی که قرار شد گروه تشکیل شود هریسون ابتدا The Trembling Wilburys را برای نام گروه پیشنهاد داد. لین پیشنهاد کرد که "Traveling" به‌جای "Trembling" استفاده شود و بالاخره بقیهٔ اعضای گروه این نام را پذیرفتند. املای آمریکایی واژهٔ "Traveling" از نوع بریتانیایی‌اش که "Travelling" نوشته می‌شود متفاوت است و چون ۳ نفر از ۵ عضو گروه آمریکایی بودند و ۲ نفرشان بریتانیایی، املای آمریکایی واژه برای نام‌گذاری گروه استفاده شد.